# Stanisław Kwapniewski
Stanisław Witold Kwapniewski (ur. 23 stycznia 1890 w Nowym Targu, zm. 1969) – podpułkownik piechoty Wojska Polskiego, kawaler Orderu Virtuti Militari.

## Życiorys
Urodził się 23 stycznia 1890 w Nowym Targu jako syn Witolda. W 1910 ukończył C. K. I Gimnazjum w Nowym Sączu. W tymże mieście był czołowym działaczem Związku Walki Czynnej oraz od 1911 do 1913 komendantem tamtejszego oddziału Związku Strzeleckiego.
Po zakończeniu I wojny światowej, jako były oficer c. i k. armii został przyjęty do Wojska Polskiego i zatwierdzony do stopnia porucznika. W tym stopniu brał udział w wojnie polsko-bolszewickiej w szeregach 1 Pułku Strzelców Podhalańskich, za co otrzymał Order Virtuti Militari. Został awansowany na stopień kapitana piechoty ze starszeństwem z 1 czerwca 1919, a następnie na stopień majora ze starszeństwem z 1 lipca 1923. Służył jako oficer 6 pułku Strzelców Podhalańskich w Stryju, gdzie w 1923 w stopniu kapitana był p.o. dowódcy III batalionu, w 1924 w stopniu majora był etatowym dowódcą II batalionu. W kwietniu 1928 został przesunięty ze stanowiska dowódcy zlikwidowanego III batalionu na stanowisko kwatermistrza pułku. 31 marca 1930 roku został przeniesiony z 6 psp do Korpusu Ochrony Pogranicza na stanowisko dowódcy batalionu. Został awansowany na stopień podpułkownika piechoty ze starszeństwem z dniem 1 stycznia 1931. Z dniem 15 marca 1932 roku został przeniesiony z KOP do 33 pułku piechoty w Łomży na stanowisko zastępcy dowódcy pułku. W październiku tego roku został przeniesiony do 16 pułku piechoty w Tarnowie na stanowisko zastępcy dowódcy pułku. Po wybuchu II wojny światowej w okresie kampanii wrześniowej pełnił funkcję dowódcy 155 pułku piechoty. Zmarł w 1969.

## Ordery i odznaczenia
- Krzyż Srebrny Orderu Virtuti Militari nr 1866[17][2]
- Krzyż Niepodległości (9 listopada 1933)[18][19]
- Krzyż Walecznych (dwukrotnie)[19]
- Złoty Krzyż Zasługi (19 marca 1935)[20][21]